# Carnestoltes d'Alacant
El Carnestoltes d'Alacant és una festivitat de carnestoltes celebrada a la capital de l'Alacantí (País Valencià).

## Història
Després del parèntesi de la Dictadura,, a partir de 1976, i en plena efervescència predemocrática, les hosts de Don Carnal comencen a apuntar tímidament pels limítrofs del nucli històric d'Alacant, vertader centre cultural a la fi dels setanta. Aquestes màscares disperses prompte comencen a cohesionar-se i s'uneixen en aquell embrió carnavalesc anomenat Col·lectiu Carnestoltes. Així les coses, es promouen els primers balls de carnestoltes a la Plaça del Carme, que es financen amb la venda d'adhesius.
A partir de 1980, l'Ajuntament i d'altres institucions comencen a recoltzar el treball del Col·lectiu Carnestoltesa i es comença a comptar amb una financiació que permet definir actuacions agosarades i efímeres i que, en el temps, es consolidaran i donaran pas al model eclèctic actual del carnestoltes alacantí.
En 1989, d'una escissió del Col·lectiu surt la penya «La Tripa del Moro» i s'estableix una constructiva polèmica entre la línia inicial original del Col·lectiu Carnestoltes i la procacitat i frescor de La Tripa. Així mateix, mereixen especial esment en el disseny i evolució del carnestoltes alacantí els hui desapareguts Juanito, Toni Defez i Joserra «El Caja».
D'altra banda, noves penyes s'han vingut incorporant en els últims temps al Carnestoltes, com ara Desoxirribonucleicos, Inoxidables, Cainitas, Colla de Dimonis La Ceba, Els Pocasoltes (infantil), etc. Totes elles s'agrupen actualment sota la forma assembleària de Taula de Carnestoltes d'Alacant - La Meca.

## Elements del Carnestoltes alacantí
- Arqueologies urbanes: Són disfresses efímeres de diferents zones de la ciutat, inicialment amb marcat caràcter reivindicatiu. En alguns llocs es coneix això com a intervencions urbanes.
- Arqueologies escolars: Transformació carnavalesca de col·legis i instituts.
- Pendons de Carnestoltes: Pintures efímeres sobre llenç que se situen en carrers.
- Actuacions de Carnestoltes: Sàtires representades els divendres de Carnestoltes per grups i penyes carnavalesques en diferents espais.
- Dijous Gras. Precalfament d'inici del ritual sota foc, greix i vi.
- Dissabte rambler: La rambla d'Alacant, avinguda per excel·lència de la ciutat, es transforma en un gran ball de màscares.
- Dimarts de Carnestoltes: Juí sumari a Carnestoltes per les autoritats i processó amb percussió i foc pels estrets carrers del nucli antic (Juí d'en Carnestoltes i processó del pelele).
- Enterrament de la Sardina i Dimecres de Cendra: Les diferents confraries i germandats penitencials carnavalesques formen el festeig del bell peix pel nucli antic fins a la seua incineració.
- Diumenge de Pinyata: Celebració infantil matinal.
- Ball de Veterans: dirigit als més majors.[2]